# Hermann Schussler

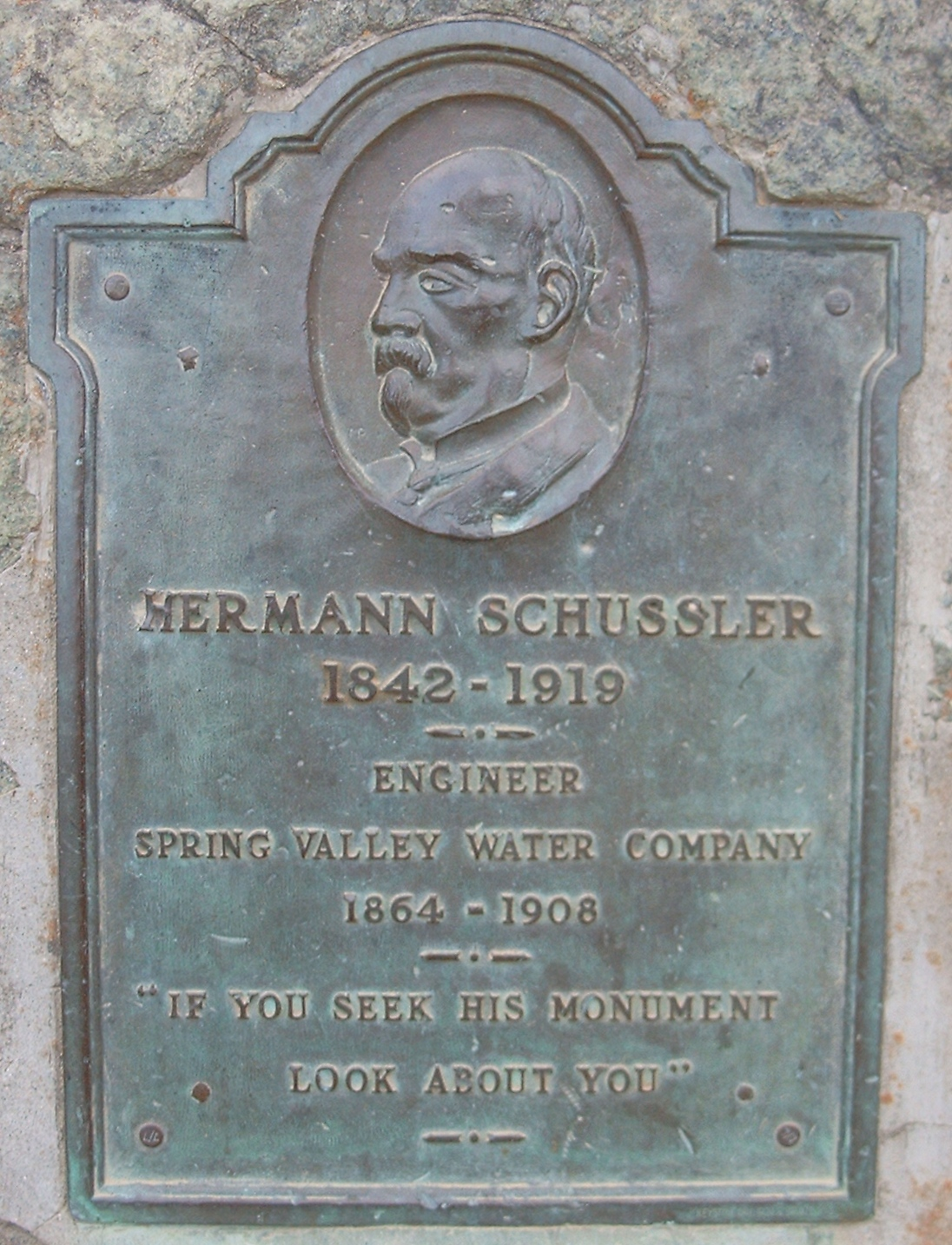
Una placa de bronce en honor a Hermann Schussler ubicada en el Crystal Springs Reservoir

Hermann Schüssler o Schussler (4 de agosto de 1842 - 27 de abril de 1919) fue un ingeniero civil hidráulico y arquitecto alemán, famoso por diseñar el sistema de abastecimiento de agua para las minas de plata de la Veta Comstock y para la población de Virginia City (Nevada).

## Primeros años
Hermann Schussler nació en lo que hoy es Rastede, Alemania. De 1859 a 1862 estudió en la Academia Militar Prusiana de Oldenburg. Después de graduarse, estudió ingeniería civil en Zürich y en Karlsruhe.

## Ingeniero en Estados Unidos
En 1864, Hermann Schussler emigró a California y comenzó a trabajar para la Spring Valley Water Works de San Francisco (California). Trabajó en varios proyectos en el Área de la Bahía de San Francisco. Proyectos notables son las presas en el Lago Crystal Springs y en el Lago San Andrés, que sobrevivieron al terremoto de San Francisco de 1906. Schussler se convirtió en ingeniero jefe del Condado de Marin, y posteriormente de Virginia City (Nevada), donde trabajó para la Virginia City and Gold Hill Water Company y construyó el sistema de agua de Comstock. También trabajó para la Compañía del Túnel Sutro y diseñó el sistema de agua para Tuscarora y Pioche (Nevada). En 1878, Schussler trabajó en varios proyectos de agua en Hawái. Se retiró en 1914.